# Мейська Гурка (гміна)
Гміна Мейська Гурка (пол. Gmina Miejska Górka) — місько-сільська гміна у північно-західній Польщі. Належить до Равицького повіту Великопольського воєводства.
Станом на 31 грудня 2011 у гміні проживало 9424 особи.

## Територія
Згідно з даними за 2007 рік площа гміни становила 103.62 км², у тому числі:
- орні землі: 88.00%
- ліси: 3.00%

Таким чином, площа гміни становить 18.73% площі повіту.

## Населення
Станом на 31 грудня 2011:
| Опис     | Загалом | Загалом | Чоловіки | Чоловіки | Жінки | Жінки |
| -------- | ------- | ------- | -------- | -------- | ----- | ----- |
| одиниця  | осіб    | %       | осіб     | %        | осіб  | %     |
| все      | 9424    | 100     | 4723     | 50.12    | 4701  | 49.88 |
| міське   | 3243    | 100     | 1619     | 49.92    | 1624  | 50.08 |
| сільське | 6181    | 100     | 3104     | 50.22    | 3077  | 49.78 |

## Сусідні гміни
Гміна Мейська Гурка межує з такими гмінами: Бояново, Кробя, Пакослав, Пемпово, Понець, Равич, Ютросін.